# Zoom: Akademia superbohaterów
Zoom: Akademia superbohaterów – amerykańska komedia przygodowa z 2006 roku na podstawie powieści Jason Lethcoe Zoom's Academy.

## Główne role
- Tim Allen – Jack Shepard/Kapitan Zoom
- Courteney Cox – Marsha Holloway
- Chevy Chase – Dr Grant
- Spencer Breslin – Tucker Willams/Mega-Boy
- Kevin Zegers – Connor Shepard/Concussion
- Kate Mara – Summer Jones/Wonder
- Michael Cassidy – Dylan West/Houdini
- Ryan Newman – Cindy Collins/Princess
- Rip Torn – Larraby

## Fabuła
Jack Shephard znany także jako kapitan Zoom był superbohaterem, ale stracił swoją moc. Generał Larraby i dr Grant dają mu ostatnie zadanie: ma wyszkolić swoich następców z grupy dzieciaków. Do pomocy zostaje mu wysłana Marsha Holloway.

## Nagrody i nominacje
- Złota Malina 2006
  - Najgorszy aktor – Tim Allen (nominacja)